# Елдред Тауншип (округ Скайлкілл, Пенсільванія)
Елдред Тауншип (англ. Eldred Township) — селище (англ. township) в США, в окрузі Скайлкілл штату Пенсільванія. Населення — 713 особи (2020).

## Демографія
Згідно з переписом 2010 року, у селищі мешкало 758 осіб у 278 домогосподарствах у складі 204 родин. Було 308 помешкань
Расовий склад населення:
| - 97,0 % — білих - 1,2 % — чорних або афроамериканців - 0,3 % — корінних американців - 0,3 % — азіатів |

До двох чи більше рас належало 0,5 %. Частка іспаномовних становила 1,5 % від усіх жителів.
За віковим діапазоном населення розподілялося таким чином: 18,7 % — особи молодші 18 років, 59,4 % — особи у віці 18—64 років, 21,9 % — особи у віці 65 років та старші. Медіана віку мешканця становила 45,9 року. На 100 осіб жіночої статі у селищі припадало 92,9 чоловіків;  на 100 жінок у віці від 18 років та старших — 95,6 чоловіків також старших 18 років.
Середній дохід на одне домашнє господарство  становив 57 674 долари США (медіана — 49 375), а середній дохід на одну сім'ю — 65 811 долар (медіана — 56 500). Медіана доходів становила 41 442 долари для чоловіків та 36 667 доларів для жінок. За межею бідності перебувало 4,1 % осіб, у тому числі 2,1 % дітей у віці до 18 років та 3,9 % осіб у віці 65 років та старших.
Цивільне працевлаштоване населення становило 341 особа. Основні галузі зайнятості: освіта, охорона здоров'я та соціальна допомога — 27,6 %, виробництво — 17,0 %, сільське господарство, лісництво, риболовля — 14,4 %.